# Тома Широ
Тома Широ (15 вересня 1997 , Морей ) — французький лучник, срібний призер Олімпійських ігор 2024 року.

## Виступи на Олімпіадах
| Олімпіада  | Дисципліна             | Місце |
| ---------- | ---------------------- | ----- |
| Токіо 2020 | індивідуальна першість | 33    |
| Токіо 2020 | командна першість      | 9     |
| Париж 2024 | індивідуальна першість | 9     |
| Париж 2024 | командна першість      | 2     |

## Зовнішні посилання
- Тома Широ на сайті World Archery (англійська)
- Тома Широ на сайті Olympedia (англійська)
- Тома Широ на сайті French Olympic Committee (французька)